# Faramea erythropoda
Faramea erythropoda är en måreväxtart som beskrevs av Friedrich Anton Wilhelm Miquel. Faramea erythropoda ingår i släktet Faramea och familjen måreväxter.
Artens utbredningsområde är Franska Guyana. Inga underarter finns listade i Catalogue of Life.